# Van Vleet (Misisipi)
Van Vleet es un lugar designado por el censo ubicado en el condado de Chickasaw en el estado estadounidense de Misisipi. En el Censo de 2020 tenía una población de 95 habitantes y una densidad poblacional de 47,5 habitantes por km². Fue incluido como CDP en el censo de 2020. 

## Geografía
Van Vleet se encuentra ubicado en las coordenadas 33°59′13″N 88°54′01″O / 33.98694, -88.90028. Según la Oficina del Censo de los Estados Unidos,  tiene una superficie total de 2,00 km², todos correspondientes a tierra firme.